# Gilvánfa
Gilvánfa község Baranya vármegyében, az Ormánságban, a Sellyei járásban. A település közigazgatási ügyeit 2008. január 1. óta Magyarmecske, Magyartelek és Kisasszonyfa községekkel együttműködve, a Magyarmecske községben működő körjegyzőség látja el. A faluban cigány nemzetiségi önkormányzat is működik.

## Fekvése
Pécstől mintegy 35, Sellyétől 10, Vajszlótól 12 kilométer távolságra fekszik, az Ormánságban. Közúton megközelíthető szomszédai észak felől Magyarmecske, dél felől pedig Besence.

### Megközelítése
A 6-os főútról Szentlőrinc központjában leágazó, Sellye térségéig (Csányoszró-Nagycsány határáig) vezető 5805-ös út mentén fekszik, közúton csak azon érhető el mindegyik említett település felől.

## Nevének eredete
A falu nevének eredetét illetően két számottevő teória ismert. Az egyik szerint a név a régi magyar Gilván személynévből alakult volna ki, ebben az esetben bizonyára e név viselője birtokolhatta hajdan ezt a területet. Egy másik verzió a környéken nagy mennyiségben tenyésző farontó gombák (gilva = sárga gévagomba, késői laskagomba) nevéből véli eredeztetni az elnevezést. A falunév első ismert írásos említése az 1332-1335-ben keletkezett pápai tizedjegyzékben, majd egy 1410-es oklevélben jelenik meg, „Gylwánfalwa” formában.

## Története
Gilvánfa "régi magyar falu, melynek Harasztyak voltak ősi tulajdonosai. Haraszty Ferenc hagyatékából előbb leányai, majd az Istvánffyak tartották magukénak. A török uralom alatt Istvánffy leányának jegyajándékaként Draskovics grófé lett. A birtokrendezés után kincstári birtok lett. 1775 után gróf Batthyányaké volt. Lakosai földművelők voltak; a magyar lakosság ma is az".
Az itteni lakosok között először 1775-ben jegyeztek fel cigányokat, akkor még csak két családot, ami Baranya megyei viszonyok között még egyáltalán nem volt kiemelkedő, három másik ormánsági településen (Drávacsehi, Drávaszerdahely, Kiscsány) már akkor is 20 fölötti lélekszámban, 5-10% közti lélekszámarányban írtak össze cigány lakosokat. A 19. század közepén már nagyobb létszámú kolónia élhetett itt, ezt jelzi egy 1851-ből származó adat, melyben 54 "óhitű" gilvánfai lakosról esik szó. [A kifejezés feltehetően román nyelvet beszélő, görögkeleti vallást követő cigányokra vonatkozott.]
Ma már az ország legszegényebb, teljesen elcigányosodott faluja. A jelenlegi nagyszülők szüleik életéről beszélve még a vándorló életmód néhány jellegzetességéről számolnak be, illetve a letelepülés mozzanatait beszélik el. Ez utóbbi Gilvánfa esetében körülbelül a második világháborút megelőző időszakra tehető. Ez idő tájt környékén a ma Gilvánfán élő beások egy csoportja felépítette az úgynevezett Géza-telepet a falutól délre fekvő területen, az erdőben. Egy másik csoport tagjai, akik feltételezhetően a 19. század végén érkeztek ide, a harmincas években a falutól északra fekvő, műút melletti területen építették fel házaikat. Ezt a telepet Vethelnek (vett helynek) hívták, ami utalhatott arra, hogy a területet, amelyre kunyhóikat felhúzták, előzőleg maguknak megvásárolták.
A két csoport viszonylag sokáig erősen elkülönült egymástól. Az egyik, az erdei telepen élő csoport az északon, Vethelen élőtől a dikujésty, a másik a Géza-telepiektől az unturosi elnevezést kapta. E csoportmegjelölések használata kizárólag gilvánfai jelenség. A mai napig számon tartják, ki diku, ki unturos család leszármazottja. A hovatartozásra egyébként a családnevek is utalnak. Az Orsósok általában az egykori dikuk, a Palkók, Ignáczok, Bogdánok, Csonkák pedig az unturosok utódai Gilvánfán. E megkülönböztetéseken kívül léteztek még más alcsoportok is. Ezek az úgynevezett vigák. Magyarul a faj, fajta, nagycsalád fogalmakat használják erre. Ezek a beások között férfi ágon számon tartott leszármazási kategóriák. Sokáig megfigyelhető volt a szigorú endogámia (dikukon, illetve unturosok körében) és exogámia (vigák között) e csoportoknál. Diku lány nem mehetett hozzá unturos fiúhoz, másik családból valót kellett választania magának, illetve a szülők vagy a családhoz tartozó idősebbek döntését kellett elfogadnia.
2001-ben a lakosság 70,7%-a cigány nemzetiségűnek vallotta magát.

## Közélete

### Polgármesterei
- 1990–1994: Orsós János
- 1994–1998: Orsós János (Flasko) (MDF)[5]
- 1998–2000: Orsós János (független cigány kisebbségi)[6]
- 2001–2002: Palkó László (független)[7][8]
- 2002–2005: Orsós János (független)[9]
- 2005–2005: Ignácz Csaba (független)[10]
- 2005–2005: Gönczi Péter (független)[11]
- 2005–2006: Gönczi Péter (független)[12]
- 2006–2007: Bogdán János (független)[13]
- 2008–2010: Orsós János (független)[14]
- 2010–2014: Bogdán László (független)[15]
- 2014–2019: Bogdán László (Fidesz-KDNP)[16]
- 2019–2024: Bogdán László (független)[17]
- 2024–2025: Bogdán László (független)[18]
- 2025– : Csonka László (független)[1]

A településen 2001. január 28-án időközi polgármester-választást (és képviselő-testületi választást) tartottak, az előző képviselő-testület önfeloszlatása miatt.
A következő önkormányzati ciklusban, egyetlen éven belül három időközi választást is kellett tartani Gilvánfán. 2005. április 24-én azért került sor újabb polgármester-választásra, mert az előző faluvezetőnek – még tisztázást igénylő okból – megszűnt a polgármesteri tisztsége; szeptember 11-én a tavasszal megválasztott polgármester halála miatt, december 18-án pedig ismét önfeloszlatás miatt kellett polgármestert (és új képviselő-testületet) választaniuk a lakosoknak.
Nem maradt időközi választás nélkül a 2006–2010-es önkormányzati ciklus sem: 2008. január 27-én a helyi képviselő-testület előző őszi önfeloszlatása miatt kellett a faluban időközi polgármester-választást (és képviselő-testületi választást) tartani. A választáson az addig hivatalban lévő polgármester nem indult el.
2025. április 27-én ismét időközi polgármester-választást kell majd tartani, ezúttal a 2024-ben negyedik ciklusára újraválasztott faluvezető néhány hónap után bejelentett lemondása miatt.

## Népesség
A település népességének változása:
| Lakosok száma | 398  | 400  | 403  | 338  | 334  | 346  | 345  | 332  |
|               | 2013 | 2014 | 2015 | 2019 | 2021 | 2022 | 2023 | 2024 |

A 2011-es népszámlálás során a lakosok 100%-a magyarnak, 56,3% cigánynak, 0,3% románnak mondta magát (a kettős identitások miatt a végösszeg nagyobb lehet 100%-nál). A vallási megoszlás a következő volt: római katolikus 21,8%, felekezeten kívüli 77,4%.
2022-ben a lakosság 96,8%-a vallotta magát magyarnak, 69,9% cigánynak (3,2% nem nyilatkozott; a kettős identitások miatt a végösszeg nagyobb lehet 100%-nál). Vallásuk szerint 83,5% volt római katolikus, 0,3% református, 0,3% görög katolikus, 2,9% egyéb katolikus, 3,2% felekezeten kívüli (9,8% nem válaszolt).

## Ismert emberek
- Itt született 1928-ban Fenyvesi József festő.

## Nevezetességei
- Gilvánfa területén, a magyarmecskei út árkának ásásakor került elő a környék egyik érdekes régészeti emléke, egy ellentett élű rézcsákány, melynek keletkezési idejét a régészek a korai rézkorra datálják.[3]